# 四哩海滩的格罗布斯特
四哩海滩的格罗布斯特（英语：Four Mile Globster）是指1997年发现于塔斯马尼亚四哩海滩（Four Mile Beach）的神秘海洋生物尸体。这具尸体长15英尺（4.6米）、宽6英尺（1.8米）、重四吨，身上布满白色毛发状肉质物及多个桨形鳍状肢。在经过DNA检测后，四哩海滩的格罗布斯特被判定是极度腐败的鲸鱼尸体。